# Julien Raimond
Julien Raimond (18 de octubre de 1744–julio de 1801) fue un dueño de plantación de añil en la colonia francesa de Saint-Domingue, ahora la República de Haití, que se convirtió en un líder en su revolución y la formación de Haití.

## Biografía
Nació como un hombre libre de color, hijo de un colono francés e hija de color de un hacendado, en la aislada provincia del Sur de la colonia. Su madre, Marie Bagasse, era significativamente más rica y educada que su padre, Pierre Raimond, lo que proporcionó un incentivo económico para su matrimonio interracial. Raimond era dueño de esclavos, como lo eran muchas personas libres de color de la colonia. Tenía más de 100 esclavos en la década de 1780 y era uno de los hombres más ricos de su clase racial en la colonia. Pero es más famoso por desafiar al gobierno francés a reformar las leyes racialmente discriminatorias contra las personas libres de color en Saint-Domingue. En 1785 se trasladó a Francia para proseguir esta búsqueda en el Ministerio Colonial Francés .
El estallido de la Revolución Francesa en 1789, en particular la publicación de la Declaración de los Derechos del Hombre y del Ciudadano, llevó a Raimond a llevar su caso ante la Asamblea Nacional Constituyente. Trabajando con Vincent Ogé, Henri Grégoire y la Sociedad de los Amigos de los Negros (de la cual finalmente fue elegido líder), Raimond logró convertir la cuestión de la igualdad de derechos para las personas de color libres en la principal cuestión colonial ante la Asamblea Nacional en 1790 y 1791.

## Leyes
El 15 de mayo de 1791, la legislatura francesa aprobó reformas raciales impulsadas por Raimond que otorgaban a los hombres ricos de color nacidos libres el derecho a votar en las colonias. Pero la resistencia de los colonos blancos a este cambio provocó una guerra civil en Saint-Domingue. La fragmentación de la sociedad colonial que se produjo como resultado de estas disputas raciales exacerbó las tensiones, lo que llevó a agosto de 1791 cuando los esclavos organizaron la revuelta masiva que eventualmente se convirtió en la Revolución Haitiana.
Raimond publicó unas dos docenas de panfletos políticos en Francia. Un artículo titulado Observaciones sobre el origen y la progresión del prejuicio de los colonos blancos contra los hombres de color intenta describir la historia racial del prejuicio en la pequeña isla con el fin de ganarse la simpatía de la Asamblea Nacional. En sus otras obras, presenta planes para la emancipación gradual de los esclavos coloniales de Francia. Sus proyectos se vieron superados cuando el comisario de Francia Léger-Félicité Sonthonax reconoció la libertad de los rebeldes antes de que se pusieran en marcha los planes de Raimond. Raimond finalmente regresó dos veces a Saint-Domingue, una vez con Sonthonax, como agente del gobierno revolucionario, ayudando a restablecer el sistema de plantaciones después del fin de la esclavitud. Aunque fue un largo defensor de la lealtad a Francia, Raimond finalmente se alió con Toussaint L'Ouverture y fue uno de los 10 hombres que sirvieron en un comité que redactó una Constitución autónoma para Saint-Domingue en 1801. Raimond murió poco después de la publicación del documento a la edad de 57 años. Aunque la mayor parte de la actividad política de Julien Raimond tuvo lugar en París, su activismo en nombre de las personas de color libres y más tarde de todos los haitianos, jugó un papel muy importante en la revolución haitiana. Se diferenció de otros activistas coloniales por el cambio racial porque nunca luchó físicamente sino con sus escritos y ensayos políticos. Raimond representó un elemento diferente y más conservador del Haití mestizo que finalmente fue persuadido de apoyar la revolución haitiana.